# 10449 Takuma
10449 Takuma (1936 UD) là một tiểu hành tinh vành đai chính được phát hiện ngày 16 tháng 10 năm 1936 bởi M. Laugier ở Nice.